# Ganger Rolf
Ganger Rolf ASA var ett norskt holdingföretag för familjen Olsen. Företaget investerade parallellt med systerföretaget Bonheur ASA och hade intressen inom energi, shipping, skeppsvarv, media och andra branscher. 
Ganger Rolf ASA var noterat på Oslo Børs (GRO) och hade sitt säte i Oslo i Norge.
Företaget kontrollerades av Invento AS och Quatro AS. Bägge dessa bolag ägs av Fred. Olsen & Co., ett företag som helägs av Anette Olsen.
Ganger Rolf slogs samman med Bonheur ASA i maj 2016.

## Ägarintressen
| Företag                  | Bransch                     |  |
| ------------------------ | --------------------------- |  |
| Fred. Olsen Cruise Lines | Kryssningsfartyg            |  |
| Dolphin Drilling         | Offshoreborrning            |  |
| Fred. Olsen Ocean        | Shipping/Offshore vindkraft |  |
| Fred. Olsen Renewables   | Förnyelsebar energi         |  |
| Fred. Olsen Windcarrier  | Shipping/Offshore wind      |  |
| Fred. Olsens gate 2      | Fastigheter                 |  |
| Koksa Eiendom            | Fastigheter                 |  |
| NHST Media Group         | Affärstidningar             |  |
| Stavenes Byggeselskap    | Fastigheter                 |  |